# Барра-ду-Шапеу
Барра-ду-Шапеу (порт. Barra do Chapéu) — муниципалитет в Бразилии, входит в штат Сан-Паулу. Составная часть мезорегиона Итапетининга. Входит в экономико-статистический микрорегион Капан-Бониту. Население составляет 4794 человека на 2006 год. Занимает площадь 407,286 км². Плотность населения — 11,8 чел./км².

## Статистика
- Валовой внутренний продукт на 2003 составляет 19.472.774,00 реалов (данные: Бразильский институт географии и статистики).
- Валовой внутренний продукт на душу населения на 2003 составляет 4.041,67 реалов (данные: Бразильский институт географии и статистики).
- Индекс развития человеческого потенциала на 2000 составляет 0,646 (данные: Программа развития ООН).

## География
Климат местности: субтропический. В соответствии с классификацией Кёппена, климат относится к категории Cfb.